# Rust En Vrede bij Brievengat
Rust En Vrede bij Brievengat – osada (buurt) w dzielnicy Mon Repos, miasta Willemstad, w dystrykcie Willemstad, w kraju autonomicznym Curaçao, należącym do Holandii, w Ameryce Południowej. 20 października 2023 r. liczyła 131 mieszkańców. Pod względem powierzchni Jest najmniejszą osadą w dzielnicy.